# Apeadero de Póvoa da Arenosa
El Apeadero de Póvoa da Arenosa fue una plataforma ferroviaria de la Línea de la Beira Alta, que servía a la localidad de Póvoa da Arenosa, en el Distrito de Viseu, en Portugal.

## Historia
Esta plataforma se situaba en el tramo entre Pampilhosa y Vilar Formoso de la Línea de la Beira Alta, que fue inaugurado por la Compañía de los Caminhos de Ferro Portugueses de la Beira Alta el 1 de julio de 1883.